# کروسنو (شهرستان لیزبارک)
کروسنو (به لهستانی:  Krosno) یک روستا در لهستان است که در گمینا اورنتا واقع شده‌است.
 کروسنو  ۳۸۰ نفر جمعیت دارد.